# 加比·佩蒂托之死
加布里埃尔·维诺拉·佩蒂托（Gabrielle Venora Petito，1999年3月19日－2021年8月或9月）是一名来自美國紐約州萨福克县的22岁女性，据报于2021年9月11日与未婚夫布萊恩·勞德利（Brian Laundrie）在美国各地旅行时失踪。早在8月下旬，当她還在怀俄明州的大蒂頓國家公園周圍時，她的家人就与她失去了联系。 
2021年9月19日，当局宣布在懷俄明州的布里杰-蒂顿国家森林发现了佩蒂托的遗骸。根據屍檢結果，她是被人勒死的。當局繼續尋找布萊恩·勞德利的下落，並在他位於佛羅里達州的住所周圍進行長時間的搜索後，他的屍骨於10月20日在米亞卡哈奇溪環境公園裡被發現。11月23日，當局宣佈勞德利因自己槍擊頭部而死亡。

## 背景
佩蒂托出生和成長於紐約州的藍點。她是六個兄弟姐妹和異父/異母同胞中最年長的一個。2012年，她與家人一起去巴哈馬的亞特蘭蒂斯度假中心旅行。2013年，她和她的繼兄弟們出現在一段音樂影片中，以提高人們對槍械暴力的認識。2016年，她去了哥斯達黎加旅行。2017年，她畢業於紐約州貝波特的貝波特-藍點高中，在那裡她遇到了布莱恩·劳德利（Brian Laundrie）。由2017年9月到2019年1月，她住在北卡羅萊納州的卡羅萊納海灘，並在北卡羅萊納州威明頓的一間餐廳裡擔任女招待和幹廚房工作。2019年3月，她開始與勞德利約會，並搬到佛罗里达州北港与劳德利和他的父母同住。2020年12月，她購買了一輛2012年福特卓志廂式貨車，改裝成露營車，用來進行他們的下一次跨州旅行。
2021年7月2日，佩蒂托與劳德利乘坐廂式貨車从纽约出发，並进行为期四个月的跨州旅行。这对伴侣在佩蒂托的YouTube账户 "Nomadic Statik "以及他们的Instagram账户上發佈一些關於他们旅行的影片和照片，他們的最後一個影片是在佩蒂托失踪前三周發布的 。

## 爭吵
2021年8月12日，一位目击者在犹他州摩押目睹了佩蒂托與劳德利正在Moonflower社区合作社附近打架，於是目擊者拨打了911。警察隨後介入。
当警察到达时，佩蒂托與劳德利不得不将面包车停在拱門國家公園入口附近，警察发现佩蒂托在座位上哭得很厉害，她告诉警察她正在为个人问题而苦苦挣扎。 
之後警方安排劳德利在一家酒店过夜，佩蒂托則留在面包车里，兩人暫時分開一段時間。

## 失蹤

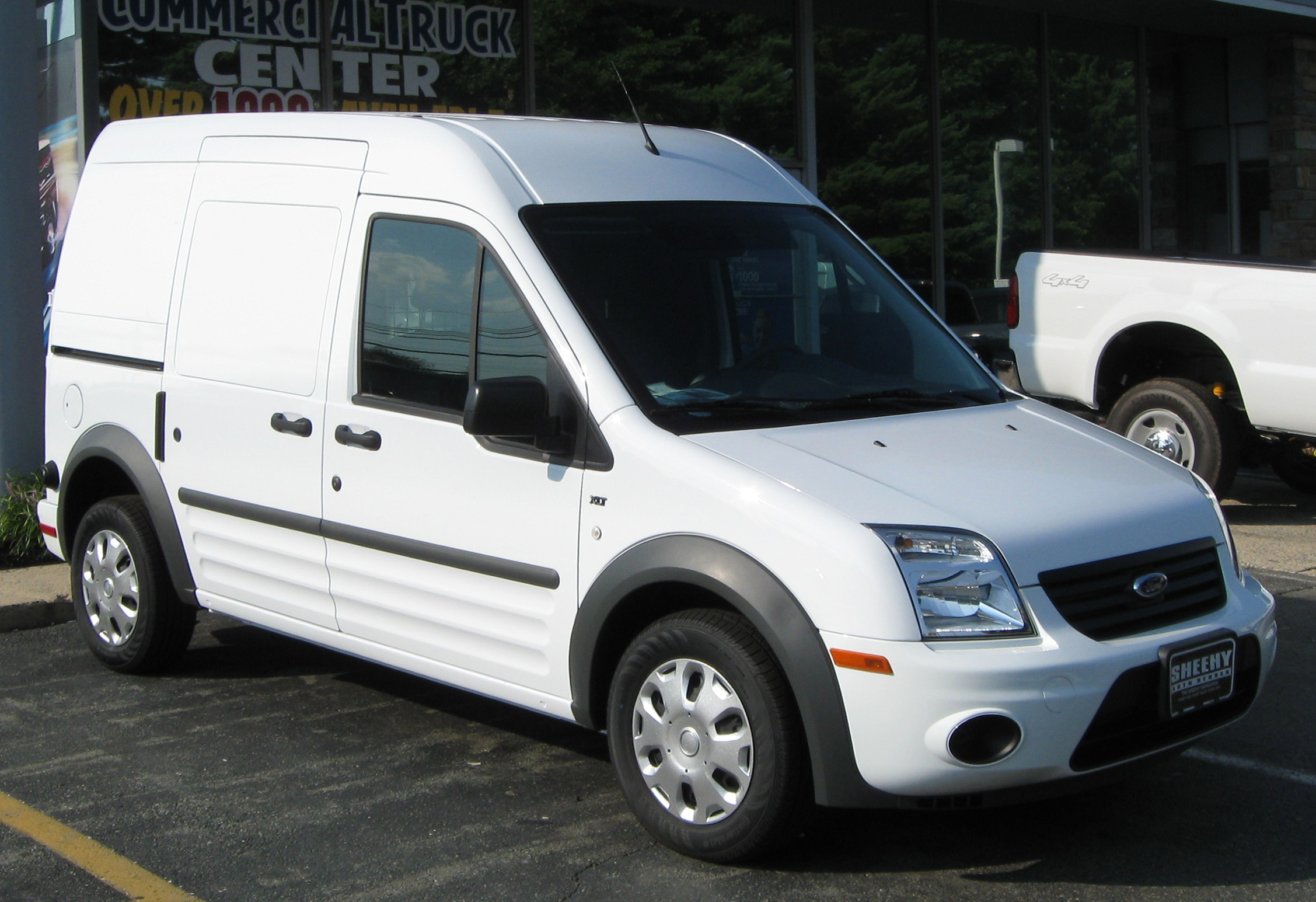
勞德利和佩蒂托使用白色的2012年福特卓志廂式貨車旅行，與圖中的相似。

据酒店工作人员表示，2021年8月24日，佩蒂托當時住在盐湖城国际机场附近的一家酒店。佩蒂托的母亲尼科尔·施密特（Nichole Schmidt）表示，佩蒂托曾告诉她，她和劳德利从犹他州盐湖城出發前往黄石国家公园，最后一次尼科尔·施密特接到佩蒂托的FaceTime电话是在8月24日左右，佩蒂托声称自己在怀俄明州西北部的大提顿国家公园。8月30日之前，佩蒂托的手机还不断向她的母亲发送短信，最后一条短信写着 "优胜美地没有服务"。她的母亲表示無法確認这些短信是否為佩蒂托本人所發。
9月1日，劳德利在没有佩蒂托陪伴的情况下獨自驾驶面包车返回佛罗里达。佩蒂托的家人于9月11日报告她失踪。 9月17日，TikTok用戶Miranda Baker发布了一系列影片，声称她在8月29日在大提顿国家公园發現劳德利，當時他獨自一人。
在接到佩蒂托失蹤的求助後，警方開始對劳德利展開調查。

## 調查

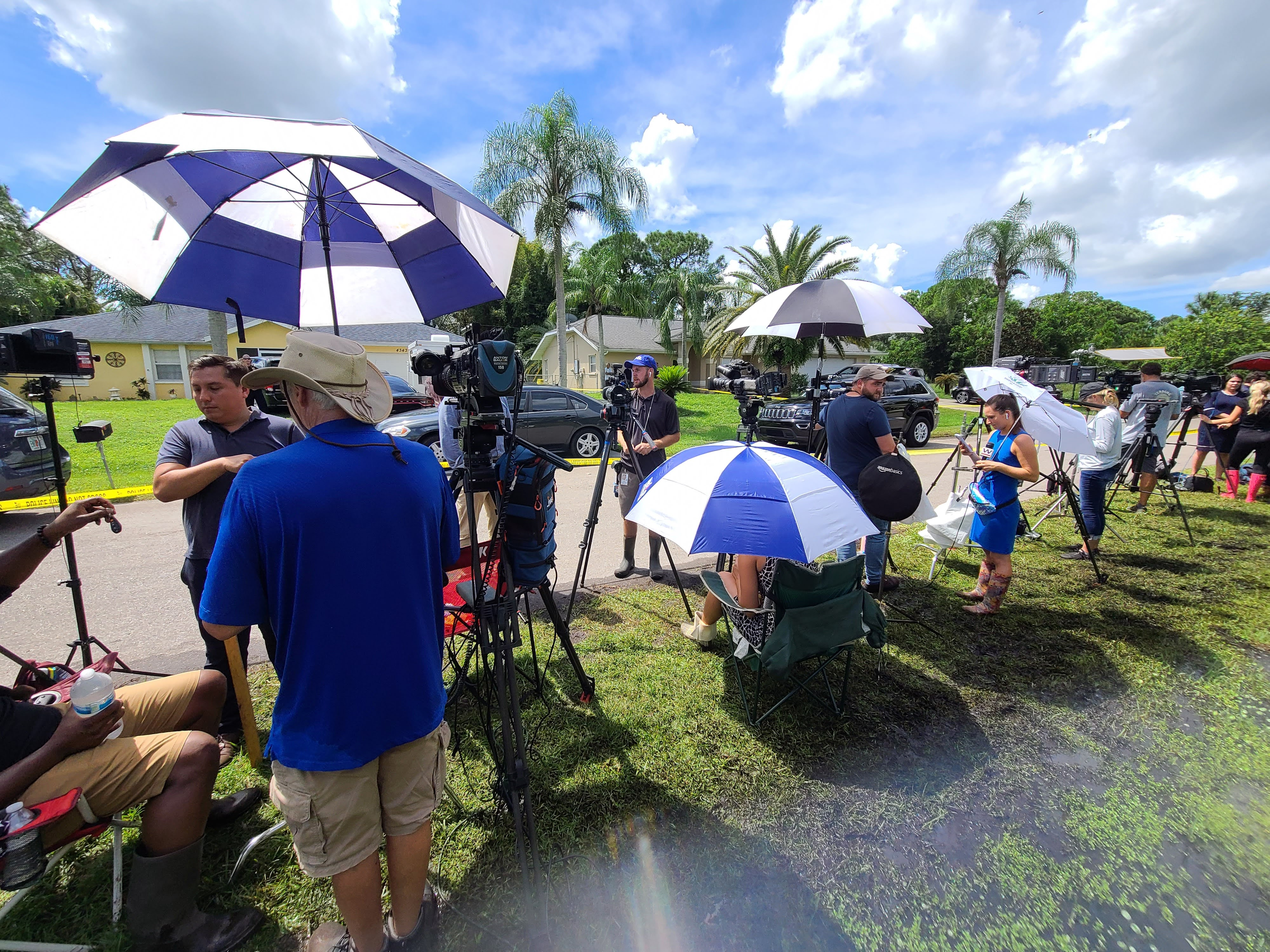
2021年9月20日，位於佛羅里達州的北港，勞德利的家外聚集了一群傳媒人員

### 發現佩蒂托的遺骸
2021年9月19日，在大提頓國家公園裡，布里傑-蒂頓國家森林的Spread Creek分散露營區發現了符合佩蒂托的人體遺骸，距離之前被觀測到的貨車不遠。她的身份得到確認，驗屍確定其死亡方式是在屍體被發現前的三至四周被勒死的。

### 搜索勞德利與發現遺骸
9月23日，美國懷俄明聯邦地區法院依據聯邦大陪審團的起訴書簽發了對勞德利的拘捕令，該起訴書明確了一項與未經授權使用第一資本儲蓄卡有關的「欺詐意圖」，稱勞德利在8月30日至9月1日期間使用該卡獲得了1,000美元或以上。聯邦調查局（FBI）從勞德利的家中提取了與他的DNA相匹配的資料。
10月5日，在一段ABC新聞採訪時，勞德利的姐妹鼓勵他向當局自首。
10月7日，勞德利的父親加入了在卡爾頓保護區的搜索調查。聯邦調查局、警方和勞德利的父母在他經常出入的該地區和離他家不遠的米亞卡哈奇溪環境公園的區域搜索勞德利。10月20日，口腔法醫確認勞德利的骸骨，以及他的一些物品在公園裡被發現，而該地區最近因洪水而被淹沒。11月23日，人類學家得出結論，勞德利死於自己造成的槍傷，死亡方式為自殺。